# Warzywne opowieści: Piraci, którzy nic nie robią
Warzywne opowieści: Piraci, którzy nic nie robią (ang. The Pirates Who Don't Do Anything: A VeggieTales Movie, 2008) – amerykański film animowany wyprodukowany przez Universal Studios.
Jest to drugi kinowy film, w którym występują postacie z serii filmów wideo VeggieTales.
W Polsce premiera telewizyjna filmu odbyła się 1 maja 2012 roku na kanale TVP2.

## Fabuła
Dynia Sedgewick, winogrono George i ogórek Elliot, pracują przy organizacji przedstawień teatralnych. Marzą jednak o wielkiej przygodzie. Znajdują dziwne urządzenie, dzięki któremu przenoszą się do XVII wieku i stają przed Eliosą, której brat został pojmany przez okrutnego pirata. Królewska córka prosi przybyszów o pomoc.

## Obsada
- Mike Nawrocki –
  - Elliot,
  - Pirat Jean Claude Pea,
  - Pirat Spy Sidekick,
  - Pirat z manekinem,
  - Ojciec Rock Monster
- Phil Vischer –
  - Sedgewick,
  - George,
  - Willory,
  - sir Frederick,
  - Pan Hibbing,
  - Bob Pomidor,
  - Piracki szpieg,
  - Pirat Philippe Pea
- Clam Clarke –
  - Okropny Robert,
  - Król
- Yuri Lowenthal – Alexander
- Alan Lee –
  - Niewidomy,
  - Jednooki Louie
- Cydney Trent – Bernadette
- Megan Murphy – Madame Blueberry
- Jim Poole – Pirat Scooter Carrot
- Ally Nawrocki –
  - Lucy,
  - Dziewczyna Rock Monster
- Joe Spadaford –
  - Jacob Lewis,
  - Pirat za burtą,
  - Pirat tchórz
- Sondra Morton Chaffin – Caroline
- Laura Gerow – Eloise
- Patrick Kramer – Collin
- Drake Lyle –
  - George Jr.,
  - Chłopiec Rock Monster
- Keri Pisapia – Ellen
- Sloan Yarborough – Fotograf
- Tim Hodge –
  - Jolly Joe,
  - Oficer na statku króla
- Colleen Curtis – Widz w teatrze #1
- Brian Roberts –
  - Wierny żołnierz,
  - Widz w teatrze #2,
  - Piracki pilot

## Wersja polska
Wersja polska: Telewizja Polska Agencja Filmowa

Reżyseria: Dorota Kawęcka

Tłumaczenie i dialogi: Dorota Dziadkiewicz

Dźwięk i montaż: Jakub Milencki

Teksty piosenek: Wiesława Sujkowska

Opracowanie muzyczne: Piotr Gogol

Kierownictwo produkcji: Monika Wojtysiak

Wystąpili:
- Małgorzata Szymańska – Eloisa
- Mieczysław Morański – Karol
- Grzegorz Kwiecień – Elliot
- Wojan Trocki – Zygmunt
- Andrzej Chudy – Robert
- Rafał Fudalej
- Tomasz Steciuk
- Robert Tondera – William
- Janusz Wituch
- Cezary Kwieciński – Jednooki Louis

oraz:
- Hanna Kinder-Kiss – Bernadette
- Monika Wierzbicka
- Dariusz Błażejewski – Hibbing
- Joanna Pach
- Piotr Gogol – sir Federico

i inni
Piosenki śpiewali: Piotr Gogol, Adam Krylik, Artur Bomert, Krzysztof Pietrzak, Magdalena Tul i Patrycja Kotlarska
Lektor: Krzysztof Mielańczuk